# アンテフィクサ

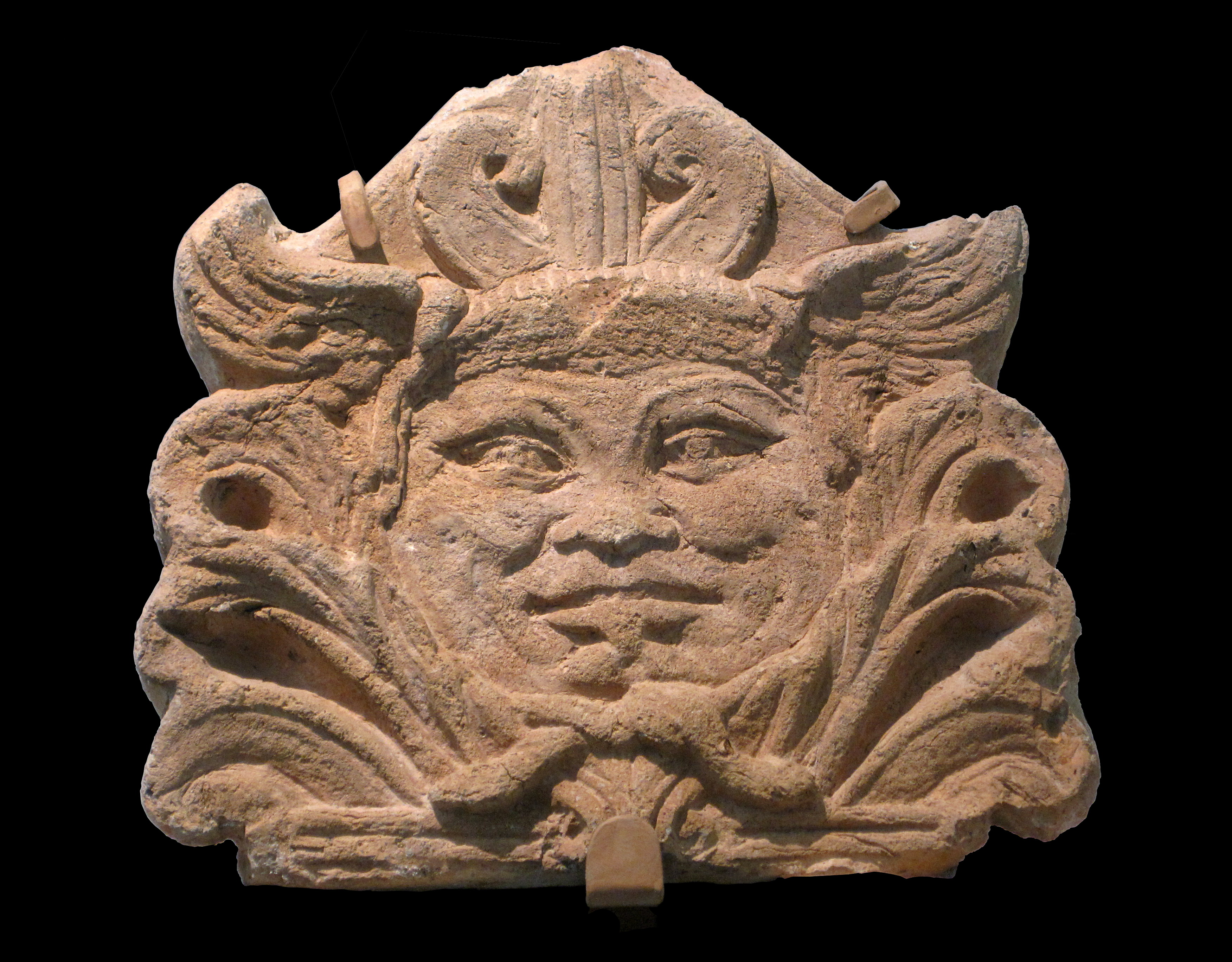
エトルリアアンテフィックス

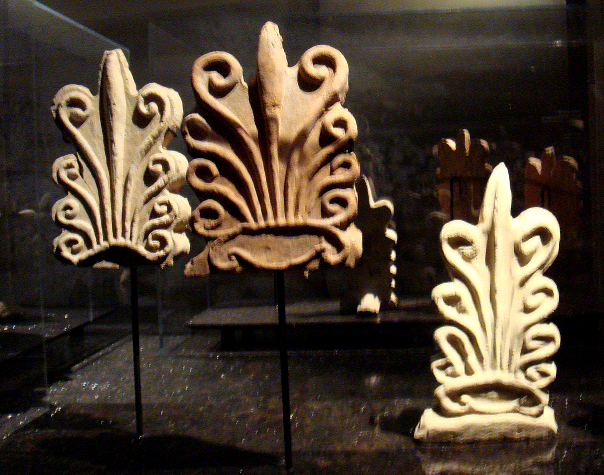
パルメット模様のアンテフィクサ（アフガニスタンのアイ・ハヌムで出土。紀元前2世紀）

アンテフィクサ（ante-fixae、antefixes）は、屋根を覆うタイルの終端にある垂直なブロックであり、古代ローマ、エトルリア、ギリシアなどで使われた。ラテン語では antefigere で、「前で締める」の意。エンタブラチュアの冠繰形 (cymatium) の代わりとして、神殿のコーニスの端に一定間隔で並んでいた。崇高とされる建築物の石造りのアンテフィクサは複雑に彫刻されており、特にパルメット模様（シュロの葉をかたどった模様）が多い。より一般的な建築物ではテラコッタなどを焼いて固めたアンテフィクサが多く、人物像などの装飾を施したものが特に古代ローマでよく使われた。当時は個人宅も含め、大きめの建物にはアンテフィクサを使ったものが多く見られた。

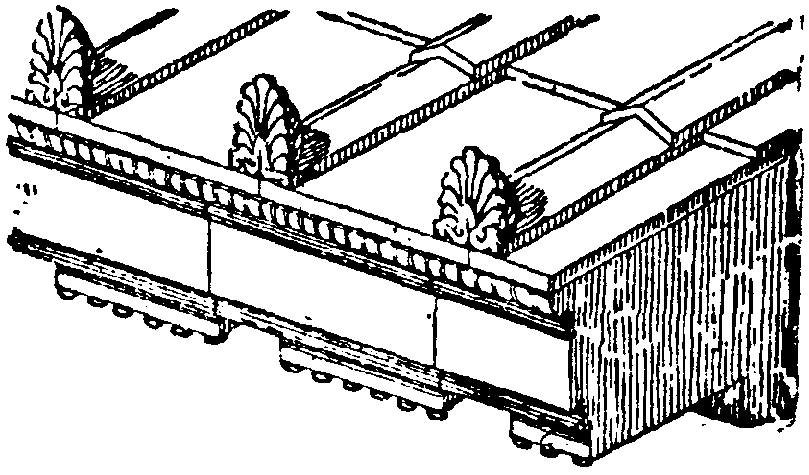
アンテフィクサの位置